# Corné Crous
Corné Crous es una actriz, asistente de dirección, coordinadora de producción, gerente de producción y cantante sudafricana. Es más conocida por su actuación en Assignment, Oysters y Liewe Lisa y la telenovela 7de Laan.

## Carrera profesional
En 2010, se graduó de la Universidad de Stellenbosch. Luego se fue a Johannesburgo y comenzó su carrera televisiva. En 2015, se unió al elenco de la telenovela 7de Laan e interpretó el papel de "Kim Conradie" durante cinco años. Después de dejar la telenovela, trabajó en distintas series de televisión y películas. Desde 2018, ha colaborado como directora de producción con varios cortometrajes y programas de telerrealidad como Agterplaas Geraas, Die Skatties S2, Stik-Stik So, Hoor My, Sien My, Soen My, Die Begrafnis y Oedipus: Die Musical.
También es vocalista de su propia banda, "Paper Plane City". En 2015, ganó una beca para estudiar cine en Nueva York y obtuvo un certificado de Acting for Film.

## Filmografía
| Año  | Título                    | Rol                                                 | Tipo                      | Ref. |
| ---- | ------------------------- | --------------------------------------------------- | ------------------------- | ---- |
| 2015 | Assignment                | Rebel                                               | Película                  |      |
| 2015 | 7de Laan                  | Kim Conradie                                        | Serie de televisión       |      |
| 2018 | Kampkos                   |                                                     | Serie de televisión       |      |
| 2018 | Oysters                   | Amber                                               | Cortometraje              |      |
| 2018 | Agterplaas Geraas         | Jefa de producción                                  | Programa de telerrealidad |      |
| 2018 | Die Skatties S2           | Jefa de producción                                  | Programa de telerrealidad |      |
| 2018 | Relatief Jonk             | Primera asistenta del director                      | Película                  |      |
| 2018 | Stik-Stik So              | Jefa de producción                                  | Programa de telerrealidad |      |
| 2019 | Hoor My, Sien My, Soen My | Jefa de producción                                  | Programa de telerrealidad |      |
| 2019 | Die Begrafnis             | Jefa de producción y primera asistenta del director | Cortometraje              |      |
| 2019 | Oedipus: Die Musical      | Jefa de producción y primera asistenta del director | Cortometraje              |      |
| 2019 | Liewe Lisa                | asistente de director                               | Película                  |      |
| 2020 | A Boere-Krismis           | Receptionista                                       | Película                  |      |